# Конне
Ко́нне (рос. Конное) — село у складі Первомайського району Оренбурзької області, Росія.

## Населення
Населення — 69 осіб (2010; 113 у 2002).
Національний склад (станом на 2002 рік):
- росіяни — 57 %
- казахи — 32 %